# Oxyopes concolor
Oxyopes concolor là một loài nhện trong họ Oxyopidae.
Loài này thuộc chi Oxyopes. Oxyopes concolor được Eugène Simon miêu tả năm 1877.